# Justicia royeniana
Justicia royeniana är en akantusväxtart som beskrevs av C. B. Cl.. Justicia royeniana ingår i släktet Justicia och familjen akantusväxter. Inga underarter finns listade i Catalogue of Life.